# Exibição (zoologia)

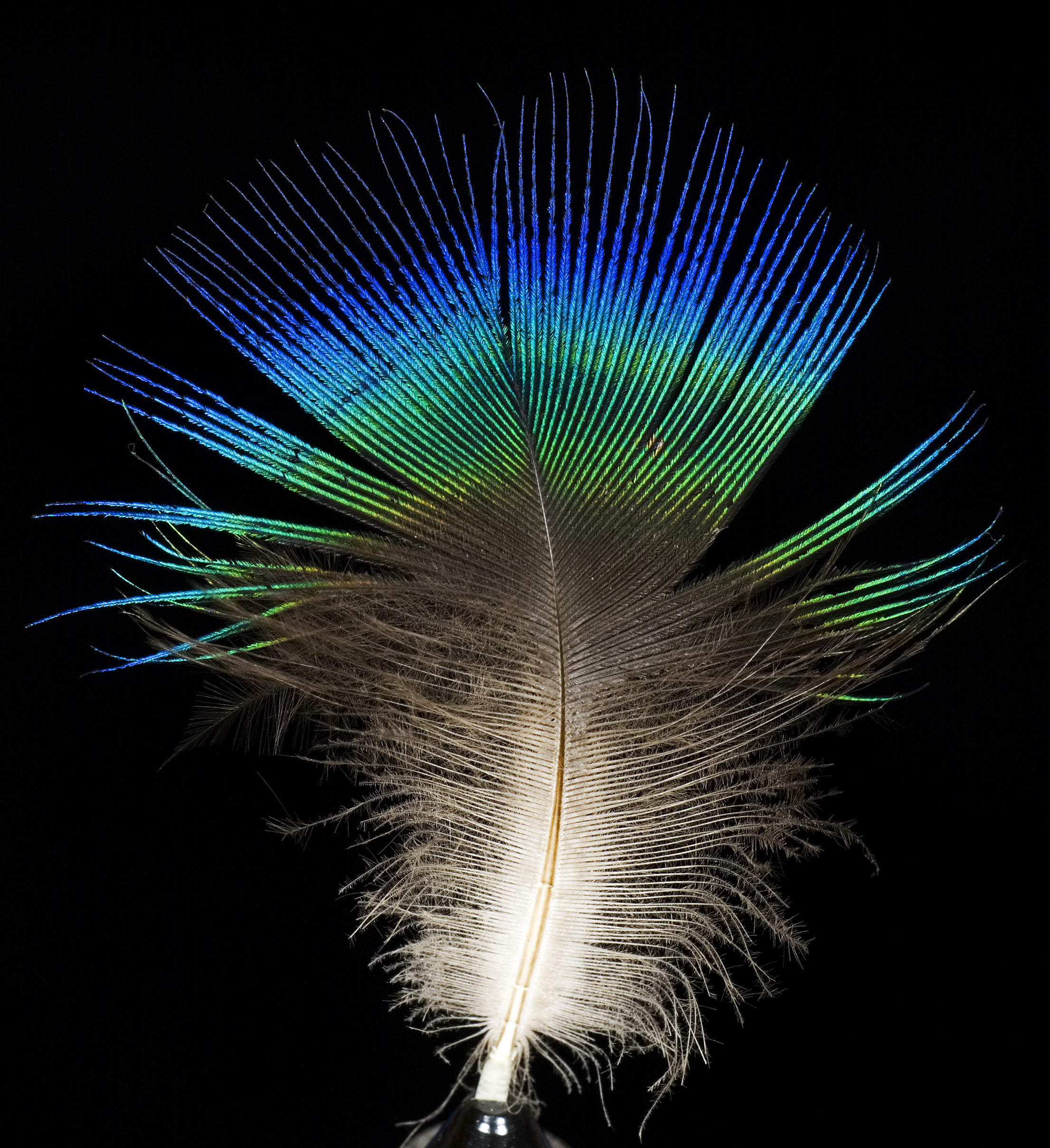
Muitos pássaros machos têm plumagem de cores vivas para exibição. Esta pena é de um pavão-azul macho

O comportamento de exibição é um conjunto de comportamentos ritualizados que permitem que um animal se comunique com outros animais (normalmente da mesma espécie) sobre estímulos específicos. Esses comportamentos ritualizados podem ser visuais, porém muitos animais também dependem de uma mistura de sinais visuais, sonoros, táticos e/ou químicos. A evolução adaptou esses comportamentos estereotipados para permitir que os animais se comuniquem tanto coespecificamente quanto interespecificamente, o que permite uma conexão mais ampla em diferentes nichos em um ecossistema. Está ligado à seleção sexual e à sobrevivência das espécies de várias maneiras. Normalmente, o comportamento de exibição é usado para namoro entre dois animais e para sinalizar à fêmea que um macho viável está pronto para acasalar, o que é denominado parada nupcial. Em outros casos, as espécies podem exibir um comportamento de exibição territorial, a fim de preservar um território de forrageamento ou caça para sua família ou grupo. Uma terceira forma é exibida por espécies de torneio em que os machos lutam para obter o "direito" de procriar. Animais de uma ampla gama de hierarquias evolutivas se beneficiam de comportamentos de exibição — desde invertebrados, como a simples aranha saltadora até vertebrados mais complexos, como a foca-comum.

## Em animais

### Invertebrados

#### Insetos
A comunicação é muito importante para os animais em todo o reino animal, mesmo aqueles com sistemas nervosos e planos corporais bastante simples. Por exemplo, uma vez que os louva-a-deus fêmeas são sexualmente canibais, o macho normalmente se vale de uma forma de ocultação de comportamento de exibição. Esta é uma série de movimentos rastejantes executados pelo macho ao se aproximar da fêmea com o corpo congelado sempre que a fêmea olha para o macho. No entanto, de acordo com estudos de laboratório conduzidos por Loxton em 1979, um tipo de louva-a-deus, Ephestiasula arnoena, mostra machos e fêmeas apresentando comportamento aberto e ritualizado antes do acasalamento. Ambos exibiram um comportamento de semáforo, o que significa que ambos exibiram suas patas dianteiras em forma de boxe antes da lenta aproximação do macho por trás. Esta exibição de semáforo em E. arnoenais é a chave na comunicação entre ambos os mantídeos de que ambos estão prontos para a cópula e, por extensão, a continuação de sua linha genética.
Junto com o comportamento de exibição mostrado pelo louva-a-deus, moscas pertencentes ao gênero Megaselia também mostram esse comportamento. Ao contrário do acasalamento tipicamente selecionado por fêmeas que ocorre para a maioria dos organismos, essas moscas têm fêmeas que mostram o comportamento de exibição e machos que escolhem o parceiro. As fêmeas têm uma coloração laranja brilhante que atrai o macho e também executam uma série de movimentos de asas esvoaçantes que fazem o inseto parecer "dançar" e fazer as aberturas de seu abdômen incharem para atrair um macho. Também é interessante notar que há evidências experimentais que indicam que a fêmea também pode liberar feromônios que atraem o macho; este é um exemplo de comportamento de exibição química que desempenha um papel importante na comunicação animal.
Esse comportamento de corte auditivo também é observado em moscas-das-frutas, como A. suspensa, quando elas executam cantos pré-copulatórios e de vocalização antes do acasalamento. Ambos os sons são criados pelo bater rápido das asas do macho.

#### Aracnídeos
Muitos aracnídeos exibem exibições ritualizadas. Por exemplo, a família dos aracnídeos Salticidae consiste em aranhas saltadoras com visão aguçada, o que resulta em comportamentos de exibição muito claros para cortejar em particular. Salticídeos são muito semelhantes em aparência às formigas que vivem na mesma área e, portanto, usam sua aparência para evitar predadores. Como essa semelhança na aparência é tão óbvia, as aranhas salticidas podem usar comportamentos de exibição para se comunicar tanto com membros de sua própria espécie quanto com membros das formigas que imitam.

### Vertebrados

#### Pássaros
Os pássaros também costumam usar comportamentos de exibição para namoro e comunicação. Aves-tanga (da família Pipridae) na Amazônia passam por grandes demonstrações de comportamento de exibição para cortejar as fêmeas da população. Como os machos não fornecem nenhum outro benefício imediato às fêmeas, eles devem passar por comportamentos ritualizados para mostrar sua aptidão a possíveis parceiros; a fêmea então usa as informações que coleta dessa interação para tomar uma decisão sobre com quem irá acasalar. Este comportamento de exibição consiste em vários padrões de voo, exibições de cores e asas e vocalizações específicas. Como resultado dessa performance, os machos serão escolhidos pela fêmea e a reprodução terá início.

#### Mamíferos
Juntamente com invertebrados e pássaros, vertebrados como a foca também mostram comportamento de exibição. Como a foca-comum reside em um ambiente aquático, os comportamentos de exibição expressos são ligeiramente diferentes daqueles observados em espécies de mamíferos terrestres. As focas-comuns machos mostram comportamentos específicos de vocalização e mergulho, ao mesmo tempo em que demonstram tais comportamentos para possíveis parceiros. Como as focas são distribuídas em uma área tão grande, esses comportamentos de exibição podem mudar ligeiramente geograficamente, pois os machos tentam atrair o maior número possível de fêmeas em uma ampla faixa geográfica. Exibições de mergulho, movimentos de cabeça e várias vocalizações funcionam juntas em um comportamento de exibição que significa para as fêmeas em uma colônia que os machos estão prontos para acasalar.